# Strombosia
Strombosia is een geslacht van planten uit de familie Olacaceae. De soorten uit het geslacht komen voor in tropisch Afrika en tropisch Azië.

## Soorten
- Strombosia ceylanica Gardner
- Strombosia fleuryana Breteler
- Strombosia gossweileri S.Moore
- Strombosia grandifolia Hook.f. ex Benth.
- Strombosia javanica Blume
- Strombosia nana Kosterm.
- Strombosia nigropunctata Louis & J.Léonard
- Strombosia philippinensis S.Vidal
- Strombosia pustulata Oliv.
- Strombosia scheffleri Engl.
- Strombosia zenkeri Engl.